# Isola di Sullivan
L'Isola di Sullivan è una città nella Contea di Charleston, in Carolina del Sud, Stati Uniti, alle porte di Charleston Harbor. La popolazione è di 1 911 abitanti. È anche il luogo di una grande battaglia tenutasi durante la rivoluzione americana a Fort Sullivan (ora Fort Moultrie), il 28 giugno 1776.

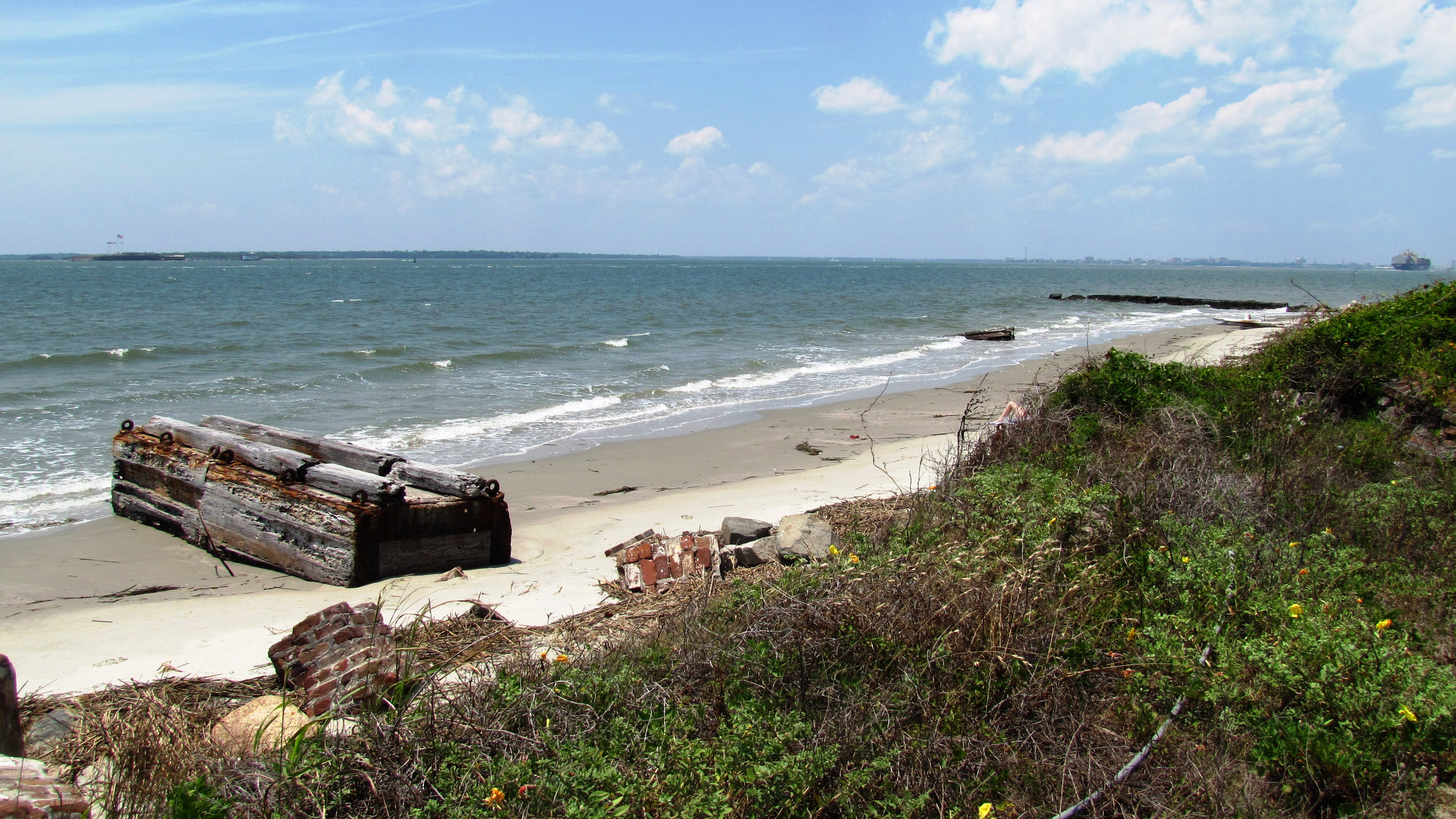
Spiaggia dell'isola di Sullivan

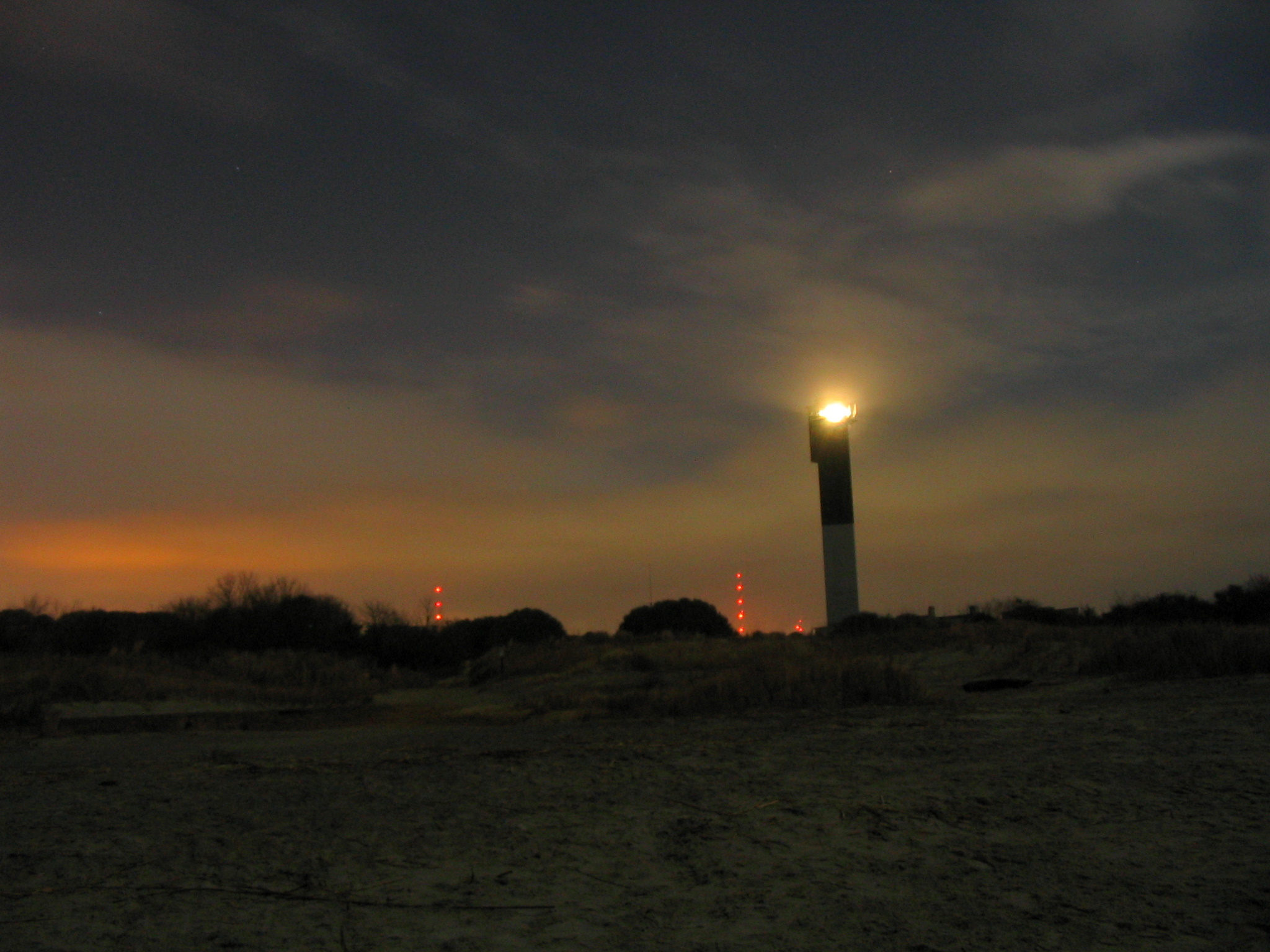
Il faro di notte